# 프랑수아즈 아르디

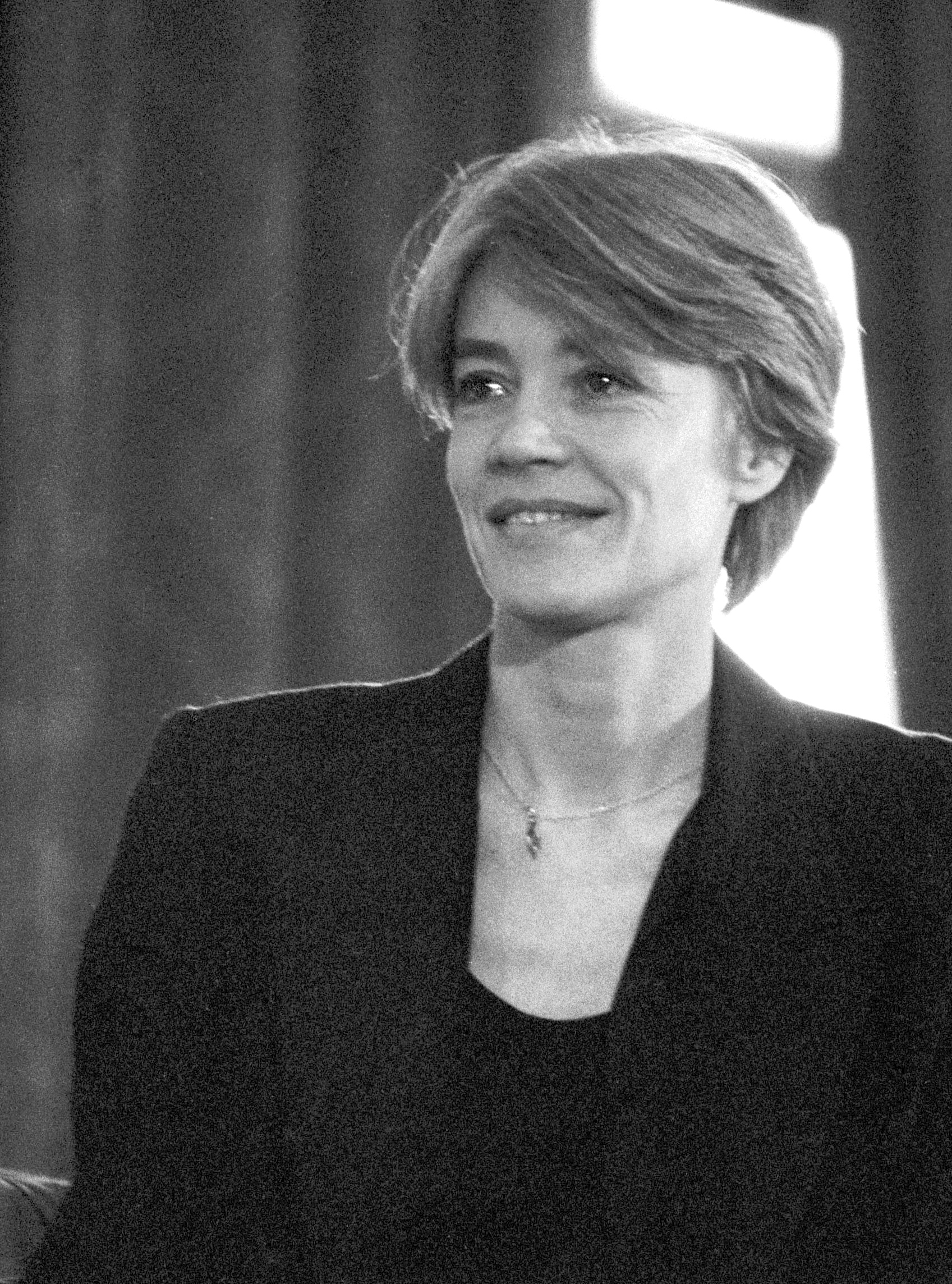
프랑수아즈 아르디

프랑수아즈 마들렌 아르디(프랑스어: Françoise Madeleine Hardy, 프랑스어 발음: [fʁɑ̃swaz madlɛn aʁdi], 1944년 1월 17일~2024년 6월 11일) 프랑스의 샹송 가수이자 영화 배우, 작가이다.
자신이 부르는 곡들을 직접 작사와 작곡을 하기도 하는 아르디는 첫 앨범 《오 오 셰리》(Oh Oh Chéri)를 냈다. 그 중 특히 직접 작사, 작곡한 《뚤 레 갸흐송 에 레 피으》(Tous les garçons et les filles, 모든 소년 소녀들)가 히트를 해서 프랑스 내에서 2백만 장이 팔렸다. 1963년 유로비전 송 콘테스트에 모나코 대표로 참가해서 《라무흐 상 바》(L'Amour s'en va, 사랑이 가버리네)를 불러 5위를 차지했다. 특히 1968년에 세르주 갱스부르가 작사해준 《코멍 트 디흐 아디유》(Comment te dire adieu, 어떻게 네게 잘 가라고 말할지)라는 노래는 대한민국에서 광고 삽입곡으로 사용되어 널리 사랑받았다.
1960년대 후반부터 지금까지 동거한 (1981년 정식 결혼식을 올렸다) 인생 동반자인 프랑스 가수이자 영화 배우 자크 뒤트롱(Jacques Dutronc)과의 사이 재즈 기타 연주자로 활동하고 있는 아들 토마 뒤트롱(Thomas Dutronc, 1973년생)을 두고 있다.

## 음반 목록

### 정규
- 《Tous les garçons et les filles》(1962)
- 《Le Premier Bonheur du jour》(1963)
- 《Mon amie la rose》(1964)
- 《L'Amitié》(1965)
- 《In English》(1966)
- 《La Maison où j'ai grandi》(1966)
- 《Ma jeunesse fout le camp… 》(1967)
- 《En anglais》(1968)
- 《Comment te dire adieu》(1968)
- 《Soleil》(1970)
- 《La Question》(1971)
- 《If You Listen》(1972)
- 《Et si je m'en vais avant toi》(1972)
- 《Message personnel》(1973)
- 《"Entr’acte"》(1974)
- 《Star》(1977)
- 《Musique saoule》(1978)
- 《Gin tonic 》(1980)
- 《À suivre...》(1981)
- 《Quelqu'un qui s'en va》(1982)
- 《Décalages》(1988)
- 《Le Danger》(1996)
- 《Clair-obscur》(2000)
- 《Tant de belles choses》(2004)
- 《Parenthèses》(2006)
- 《La Pluie sans parapluie》(2010)
- 《L'Amour fou》(2012)
- 《Personne d'autre》(2018)